# 淑嬪崔氏
淑嬪崔氏（1670年—1718年），朝鮮肅宗的後宮嬪御，崔孝元與妻子洪氏的次女。

## 生平
崔氏生於朝鮮顯宗十一年十一月六日，七歲時入宮當宮女。
根據野史記載，崔氏曾是服侍仁顯王后閔氏宮中的水賜伊。肅宗十五年（1689年），閔氏被廢並逐出宮外，禧嬪張氏被立為王妃。某年在閔氏生日前夕，崔氏偷偷在宮中為廢妃祈福，其過程中被肅宗遇見而受寵。不久懷有身孕的崔氏被張氏嚴刑拷打逼供之下，幾至昏死境，所幸及時被肅宗搭救，讓崔氏順利產下王子。其後因為崔氏的進言，使得肅宗悔悟，讓仁顯王后得以復位。
崔氏在肅宗十九年十月（1693年）生下王子「永壽」，但在兩個月後就夭折。隔年（1694年）仁顯王后復位，同年九月十三日崔氏生下延礽君李昑（後來的英祖），之後又生下王子，不過也夭折。
崔氏在肅宗十九年四月被封為淑媛（從四品），二十年晉淑儀（從二品），二十一年晉貴人（從一品），二十五年，為了紀念端宗復位，崔氏被封為淑嬪（正一品）。
根據《肅宗實錄》和閔鎮遠（仁顯王后的哥哥）的《丹巖漫錄》記載，崔淑嬪向肅宗告密，揭發了張禧嬪以巫蠱之術詛咒仁顯王后，導致張禧嬪被賜死。
然而，由於出身的卑賤，朝鲜宫廷從來没有真正的接受過崔氏，这一点从肃宗在公共场合对待英祖小心严谨的态度和英祖为了提升母亲的地位而付出的努力可以看出。无论是肃宗还是英祖，都必须尽量避免为了崔氏而和官僚们产生摩擦。
崔氏於肅宗四十四年四月九日病逝，因为身份是嫔御，不能在宮中嚥下最後一口氣，崔氏在病危时候离宫，于私宅闔上双眼，享年49歲。同年五月十二日葬於楊州高嶺洞瓮場里卯向原（目前在京畿道玻州的昭寧園）。1725年英祖即位，為淑嬪上諡號徽德（휘덕）。英祖為了提升母親的地位，在宮殿近處修建祠堂，命名為毓祥廟（即今日在青瓦臺附近的七宮所在），當時原稱「毓慶廟」，之後，於英祖二十年三月（1744年），因「毓慶」與仁獻王后具氏舊時的園號相同，故改稱「毓祥」。英祖二十九年六月（1753年），英祖將毓祥廟升格為毓祥宮。

## 子
| 稱號     | 名 | 幼名 | 生卒年         | 配偶                              | 備註                                                    |
| -------- | -- | ---- | -------------- | --------------------------------- | ------------------------------------------------------- |
| 王子     |    | 永壽 | 1693年         | 無                                | 早卒，無封君。                                          |
| 英祖大王 | 昑 | 禧壽 | 1694年－1776年 | 貞聖王后達城徐氏 貞純王后慶州金氏 | ①朝鮮第21代君主。 ②初封「延礽君」，景宗元年立為王世弟。 |
| 王子     |    |      | 1698年         | 無                                | 早夭，無封君。                                          |

| 翁主無早夭

## 影視作品
| 劇名                    | 時間   | 電視台           | 演員              | 備註                                                                                |
| ----------------------- | ------ | ---------------- | ----------------- | ----------------------------------------------------------------------------------- |
| 張禧嬪 (1961年電影)     | 1961年 | 華盛映畫株式會社 | 不詳              | 劇中設定名字「春仙」                                                                |
| 朝鮮王朝五百年-仁顯王后 | 1988年 | MBC              | 甄美里            | 另在1995年版《張禧嬪》扮演明聖王后。                                                |
| 張禧嬪                  | 1995年 | SBS              | 南珠熙 （남주희） |                                                                                     |
| 大王之道                | 1998年 | MBC              | 金姈愛            | - 客串演出。 - 另在1995年版《張禧嬪》扮演莊烈王后與2003年版《張禧嬪》扮演明聖王后。 |
| 張禧嬪                  | 2003年 | KBS              | 朴藝珍            |                                                                                     |
| 同伊                    | 2010年 | MBC              | 韓孝周            | 劇中設定名字「同伊」成爲古裝韓劇愛好者對崔淑嬪最常用的稱呼                          |
| 張玉貞，為愛而生        | 2013年 | SBS              | 韓昇延            | 劇中設定名字「水賜」，與《同伊》一劇合併在一起剛好為「水賜伊」。                    |
| 大撲                    | 2016年 | SBS              | 尹珍序            | 劇中設定名字「福順」                                                                |

## 附註
1. ↑  《英祖大王八高祖圖》和敬徽德安純淑嬪崔氏 籍海州
2. ↑  《英祖實錄》106卷，英祖41年（1765年）8月6日紀錄一
3. ↑  「崔孝元墓碑文」……公生於崇禎戊寅二月二十三日，卒于壬子八月十五日，享年三十六。……
4. ↑  「崔孝元墓碑文」……夫人生於崇禎己卯十月十七日，卒于癸丑十二月十八日，享年三十五。……
5. ↑  .   [2012-03-20]. （原始内容存档于2014-04-13）.
6. ↑  《淑嬪崔氏神道碑銘》……崔氏系出首陽，曾祖諱末貞，階通政，祖諱泰逸，學生，考諱孝元，行忠武衛副司果。妣洪氏，通政繼南女也。……
7. ↑  《淑嬪崔氏神道碑銘》……以 顯廟庚戌十一月己未生，嬪丙辰選入宮，甫七歲。……
8. ↑  李聞政《隨聞錄》庚子十一月初四日① 的存檔，存档日期2014-03-13. ② 的存檔，存档日期2014-03-13. ③ 的存檔，存档日期2014-03-13. ④ 的存檔，存档日期2014-03-13. ⑤ 的存檔，存档日期2014-03-13. ⑥ 的存檔，存档日期2014-03-13.
9. ↑  《肅宗實錄》25卷，肅宗19年（1693年）10月6日紀錄二 （页面存档备份，存于）
（不過崔氏並未封過昭儀，就目前資料來看，肅宗沒有其他崔姓後宮，因此這部份應為史官筆誤。）
10. 1 2  .   [2012-03-20]. （原始内容存档于2017-10-01）.
11. ↑  .   [2013-04-21]. （原始内容存档于2017-10-01）.
12. ↑  .   [2013-04-21]. （原始内容存档于2017-10-01）.
13. ↑  崔氏被封為淑儀之時，正好是仁顯王后復位後的隔日，不無可能是為了慶賀王妃復位而晉升。
14. ↑  .   [2013-04-21]. （原始内容存档于2017-10-01）.
15. ↑  .   [2012-03-20]. （原始内容存档于2014-07-14）.
16. ↑  .   [2012-03-20]. （原始内容存档于2017-10-01）.
17. ↑  .   [2012-03-20]. （原始内容存档于2017-10-01）.
18. ↑  .   [2012-03-20]. （原始内容存档于2017-10-01）.
19. ↑  .   [2012-03-20]. （原始内容存档于2017-10-01）.
20. ↑  .   [2014-08-09]. （原始内容存档于2020-06-28）.
21. ↑  崔貴人房護産廳日記